# 国家通商会議
国家通商会議（こっかつうしょうかいぎ、英: National Trade Council, NTC）は、ドナルド・トランプ米大統領直属の通商政策統括組織。貿易や産業についての分析を国防とリンケージさせ、NSCとともに外交戦略の策定にも関わった。自由貿易を推進してきた通商代表部とは異なる立場を取るものと見られ、とりわけ製造業の再生に重点を置いて助言する役割を担うとされた対中国政策やTPP（環太平洋戦略的経済連携協定）離脱後の二国間協定締結にも影響力を発揮する可能性が指摘されていた。大統領就任後のトランプは選挙中に訴えた中国の為替操作国指定を撤回したことから政権への影響力を疑問視する見方も出ていた。初代委員長にはカリフォルニア大学アーバイン校教授のピーター・ナヴァロが指名された。
「通商製造政策局」（OTMP：Office of Trade and Manufacturing Policy）の新設に伴い、廃止された。なお、同局初代トップにはナヴァロが就任している。

## 国家通商会議委員長
| 人名               | 就任日        | 離任日        | 大統領             |
| ------------------ | ------------- | ------------- | ------------------ |
| ピーター・ナヴァロ | 2017年1月20日 | 2017年4月29日 | ドナルド・トランプ |